# عبد الرحمن بشير
عبد الرحمن بشير (الغول) لاعب كرة قدم سعودي.
بدايته كانت مع نادي الشعلة بالخبر (القادسية حاليًا) 1963 ثم انتقل لنادي الهلال عام 1968 وعاد بعدها مرة أخرى إلى المنطقة الشرقية عام 1970 ثم عاد إلى الهلال عام 1973 وظل معه حتى اعتزل كرة القدم.

## مشواره مع الهلال
لعب لفريق الهلال عام 1968 وقاده لتحقيق بطولتي الدوري 1977 و1979، ومع قلة أهدافه إلا أنه وفق في تسجيل أحد أهم أهداف فريقه في مباراته مع الغريم التقليدي في الدور الأول من دوري 1977 وكان هدف تعادل سجل في الدقيقة 5 من الوقت الإضافي في المباراة التي انتهت 3/3 مما جعله يتواجد ضمن قائمة الأهداف القاتلة في تاريخ الديربي السعودي، أما سبب تسميته بـ«الغول»، قال: «أعتقد أن السبب يعود إلى طول قامتي، عندما أخذت هذه التسمية».

## مشواره مع المنتخب
مثل المنتخب السعودي العسكري.